# Heitor Soares Tangil
Heitor Soares Tangil (1375 -?) foi um fidalgo Cavaleiro medieval do Reino de Portugal, foi Senhor de Valadares em Monção e do Couto de Linhares.

## Relações familiares
Foi filho de Afonso Lourenço de Valadares e de Teresa Gil Soares Tangil (1340 -?), filha de Gil Afonso Soares Tangil e de Aldonça Martins (1320 -?) casou com Mécia Pereira, de quem teve:
1. Pedro Soares Tangil (1410 -?) casou com Senhorinha Pereira do Lago, filha de João Gomes do Lago (1350 -?) e de Brites de Azevedo.
2. Heitor Soares Tangil (1400 -?).
3. Diogo Soares Tangil (1420 -?) casou com Inês de Brito.